# Victor Vifquain
 (avril 2020).
Si vous disposez d'ouvrages ou d'articles de référence ou si vous connaissez des sites web de qualité traitant du thème abordé ici, merci de compléter l'article en donnant les références utiles à sa vérifiabilité et en les liant à la section « Notes et références ».
Jean-Baptiste Victor Vifquain est un général et diplomate au service des États-Unis, né le 20 mai 1836 à  Saint-Josse-ten-Noode et mort le 7 janvier 1904 à Lincoln (Nebraska).

## Biographie
Fils de l'ingénieur Jean-Baptiste Vifquain, Victor Vifquain est admis à l'École militaire en 1855, avant de partir pour les États-Unis. Installé dans le Nebraska, il y créé une ferme et est l'un des pionniers.
S'engageant dans l'Union Army lors de la guerre de Sécession, il est rapidement promu par son action. Lieutenant-colonel en 1864, puis colonel et enfin brigadier-général dès l'année suivante. Il reçoit la Medal of Honor le 8 juin 1865 pour son action dans la bataille de Fort Blakeley (en).
Retourné à sa ferme après la fin de la guerre, il commerce avec les Indiens et aide les nouveaux colons à s'installer. Prospérant dans les affaires, il s'implique dans la vie politique et fonde le journal Daily Democrat en 1879. Ayant contribué à l'élection du président Grover Cleveland, celui-ci le nomme consul des États-Unis à Barranquilla (Colombie) en 1886, à Colón (Panama) en 1888, puis consul général des États-Unis à Panama. Son action auprès des Chinois lui valut de recevoir l'ordre du Double Dragon.
Retournant à Lincoln en 1897, il rédige ces mémoires.
Au déclenchement de la guerre hispano-américaine, il reprend du service dans l'armée, à la tête du 3e régiment du Nebraska.

## Distinctions
- Medal of Honor (États-Unis)

## Littérature
- Biographie Belge d'Outre-Mer, Académie Royale des Sciences d'Outre-Mer, T. VIII, 1998, col. 443-445